# David Edwards (cyclisme)
Pour les articles homonymes, voir Edwards et David Edwards (homonymie).
David Edwards, né le 21 avril 1993 à Alice Springs, est un coureur cycliste australien.

## Biographie
En 2011, David Edwards devient championnat d'Australie sur route juniors (moins de 19 ans). Il termine également deuxième du championnat d'Océanie du contre-la-montre juniors et troisième au championnat du monde du contre-la-montre juniors.
En 2012, il se classe troisième du Tour de Thaïlande. En fin de saison, le Chambéry CF annonce son arrivée pour la saison 2013.

## Palmarès et classements mondiaux

### Palmarès
- 2011
  -  Champion d'Australie sur route juniors
  -  Médaillé d'argent du championnat d'Océanie du contre-la-montre juniors
  -  Médaillé de bronze du championnat d'Océanie sur route juniors
  -  Médaillé de bronze du championnat du monde du contre-la-montre juniors
- 2012
  - 3e du Tour de Thaïlande
- 2014
  - 2e étape du Tour de la CABA (contre-la-montre par équipes)
  - Darren Smith Cycle Classic
- 2015
  -  Champion d'Océanie sur route espoirs
  - 2e du championnat d'Australie du critérium espoirs
  - 5e du championnat d'Océanie sur route
- 2016
  - Grand Prix de Sentheim
  - Ronde du Centenaire :
    - Classement général
    - 1re et 2e (contre-la-montre)

### Classements mondiaux
| Année            | 2012 | 2013 | 2014 | 2015 |
| ---------------- | ---- | ---- | ---- | ---- |
| UCI Asia Tour    | 161e |      |      |      |
| UCI Oceania Tour |      |      |      | 13e  |